# NGC 3457
NGC 3457 (другие обозначения — NGC 3460, UGC 6030, MCG 3-28-32, ZWG 95.65, PGC 32787) — эллиптическая галактика в созвездии Льва. Впервые открыта Фрэнсисом Бейли в 1827 году. Независимо от Бейли, галактику позже открыл Джон Гершель, а затем — Р. Дж. Митчелл в 1854 году.
Масса галактики составляет 2—4⋅109 M⊙, что сравнимо с массой эллиптических галактик в Местной группе, таких как M 32. В NGC 3457 не видно каких-либо искажений из-за гравитационного взаимодействия. Абсолютная звёздная величина в полосе B составляет −18,54m. Возраст галактики оценивается как 11,4 миллиарда лет, средний возраст звёздного населения в ней ― 4 миллиарда лет. Масса газа в галактике составляет 108 M⊙.
Галактика NGC 3457 входит в состав группы галактик NGC 3447. Помимо NGC 3457 в группу также входят NGC 3447, NGC 3447A, UGC 6007, UGC 6022 и UGC 6035.
По всей видимости, этот объект занесён в Новый общий каталог дважды, с обозначениями NGC 3457 и NGC 3460. Номер 3457 галактика получила по открытию Бейли, а затем Гершеля, а 3460 — по открытию Митчелла.